# Piégé (film, 2025)
Pour les articles homonymes, voir Piégé.
Pour plus de détails, voir Fiche technique et Distribution.
Piégé (Locked) est un film américain réalisé par David Yarovesky et sorti en 2025. Il s'agit d'un remake du film argentin 4x4 de Mariano Cohn sorti en 2019.

## Synopsis
Eddie Barrish en vient à tenter de voler un luxueux 4X4 Dolus garé sur un parking afin de résoudre ses gros soucis financiers, qui l'empêchent de payer la réparation de son van avec lequel il fait des livraisons et récupère sa fille Sarah à l'école 2 jours par semaine. Une fois introduit dans le véhicule, Eddie ne trouve rien à voler et décide de ressortir, lorsqu'il a la mauvaise surprise de découvrir que toutes les portes sont verrouillées. Après avoir tenté en vain de casser les vitres sans tain, qui se sont avérées blindées, Eddie réalise qu'il est piégé dans la voiture et coupé du monde extérieur par l'insonorisation et le brouilleur téléphonique interne du véhicule. Quand le téléphone du 4x4 sonne, Eddie se retrouve en communication avec le propriétaire, le docteur William Larsen, qui n'a plus que quelques mois à vivre à cause d'un cancer de la prostate. Eddie comprend bientôt que William, très contrarié après avoir subi déjà 6 vols de voiture et constaté chaque fois l'incompétence de la police, le surveille grâce à des webcams placées dans l'habitacle, a le contrôle total à distance de sa nouvelle voiture et est bien décidé à exercer sur le jeune homme une vengeance diabolique…

## Fiche technique
Sauf indication contraire, les informations mentionnées dans cette section peuvent être confirmées par la base de données cinématographiques IMDb,  présente dans la section « Liens externes ».
- Titre original : Locked
- Titre français : Piégé
- Réalisation : David Yarovesky
- Scénario : Michael Arlen Ross, d'après le scénario du 4x4 écrit par Mariano Cohn et Gastón Duprat
- Musique : Tim Williams
- Décors : Grant Armstrong
- Costumes : Autumn Steed
- Photographie : Michael Dallatorre
- Montage : Andrew Buckland et Peter Gvozdas
- Production : Zainab Azizi , Petr Jákl, Ara Keshishian, Sean Patrick O'Reilly et Sam Raimi

Producteurs délégués : Martin J. Barab, Mariano Cohn et Gastón Duprat, Marty Gillespie, Eric Gold, Tyler Gould, Daniel Govia, Warren Goz, Samuel Hall, Paul W. Hazen, Matthew Helderman, David Kopple, Majd Nassif, Eric Rebalkin, Michael Rothstein, Divya Shahani et Luke Taylor
- Sociétés de production : ZQ Entertainment et Raimi Productions
- Sociétés de distribution : The Avenue (États-Unis), Metropolitan Filmexport (France)
- Budget : N/A
- Pays de production :  États-Unis
- Langue originale : anglais
- Format : couleur
- Genre : thriller horrifique
- Durée : 95 minutes
- Dates de sortie[1] : 
  - États-Unis : 21 mars 2025
  - France : 9 avril 2025
- Classification[2] :
  - États-Unis : R

## Distribution
- Bill Skarsgård (VF : Gauthier Battoue) : Eddie Barrish
- Anthony Hopkins (VF : Pierre Santini) : William Larsen
- Ashley Cartwright (VF : Coralie Thuilier) : Sarah Barrish
- Michael Eklund (VF : Fabrice de la Villehervé) : Karl
- Navid Charkhi (VF : Jonathan Darona) : Butter
- Sofia Tesema : Femme au rouge à lèvre
- Gabrielle Walsh (voix) (VF : Ana Piévic) : Amy

 Source et légende : version française (VF) sur RS Doublage et carton cinématographique du doublage français.

## Production
Le film est remake du film argentin 4x4 de Mariano Cohn sorti en 2019. Le projet est produit par Ara Keshishian et Petr Jákl (via leur société ZQ Entertainment) et par Sam Raimi et Zainab Azizi (via Raimi Productions), avec David Yarovesky (en) comme réalisateur. En février 2023, Anthony Hopkins et Glen Powell sont alors annoncés dans les rôles principaux. Plus tard, il est annoncé que Bill Skarsgård remplace Glen Powell. En février 2025, ils sont rejoints par Ashley Cartwright, Michael Eklund et Navid Charkhi.
Le tournage se déroule à Vancouver et au Winston Studio de Burnaby, en novembre et décembre 2023,. Le luxueux 4x4 au centre du film, de marque fictive Dolus, est en fait une Land Rover relookée par l'équipe du film.

## Sortie et accueil
Le film est projeté le 6 septembre 2024 aux acheteurs accrédités dans le cadre du programme Industry Selects lors du festival international du film de Toronto,.
Les droits de distribution pour le sol américain sont ensuite achetés par The Avenue. Il sort aux États-Unis le 21 mars 2025,,.
Les critiques de la presse française sont partagées. Le site allociné donne une note moyenne de 2,9/5, en agrégeant les appréciations de dix-neuf journaux et magazines.